# باشگاه فوتبال پارسه
باشگاه فوتبال پارسه تهران یک باشگاه فوتبال در شهر تهران بود.
این باشگاه با نام سابق داماش تهران در سال ۲۰۰۸ میلادی تأسیس و در سال ۲۰۱۱ به پارسه تهران تغییر نام یافت. امتیاز این تیم در سال ۱۳۹۵ به باشگاه فوتبال بادران انتقال داده شده‌است.

## نتایج بر پایه فصل
| فصل     | لیگ          | رده             | جام حذفی         | توضیحات |
| ------- | ------------ | --------------- | ---------------- | ------- |
| ۰۹–۲۰۰۸ | لیگ دسته دوم | پنجم/گروه اول   | شرکت نکرده       |         |
| ۱۰–۲۰۰۹ | لیگ دسته دوم | هفتم/گروه چهارم | مرحله اول        |         |
| ۱۱–۲۰۱۰ | لیگ دسته دوم | دوم/گروه اول    | شرکت نکرده       | صعود    |
| ۱۲–۲۰۱۱ | لیگ آزادگان  | یازدهم/گروه اول | مرحله دوم        |         |
| ۲۰۱۲–۱۳ | لیگ آزادگان  | ۹/گروه اول      | یک شانزدهم نهایی |         |
| ۲۰۱۳–۱۴ | لیگ آزادگان  | ۳/گروه ب        | یک شانزدهم نهایی |         |
| ۲۰۱۴–۱۵ | لیگ آزادگان  | ۴/گروه دوم      | یک‌هشتم نهایی     |         |

## مربیان گذشته
- امیرحسین پیروانی (۱۳۹۰–۱۳۹۱)
- مهدی پاشازاده (۱۳۹۱)
- علیرضا امامی‌فر (۱۳۹۱–۱۳۹۳)
- بهمن عابدین‌زاده (۱۳۹۳–۱۳۹۴)
- فرشاد پیوس (۱۳۹۴)
- سلمان تاج‌دار (۱۳۹۴)
- داوود سیدعباسی، فراز فاطمی (۱۳۹۴–۱۳۹۵)